# Sanità di libero mercato
Per sanità di libero mercato si intende quel sistema sanitario dove la determinazione dei prezzi e delle prestazioni è delegata principalmente alla libera scelta di pazienti e medici e non a entità come il governo o assicurazioni, pubbliche o private.
I sostenitori di tale sistema sostengono che offrirebbe una sanità più veloce, con costi minori e più accessibile sia in termini temporali che numerici ed economici , mentre gli oppositori sostengono che renderebbe la salute un bene di lusso a disposizione di pochi, lasciando fuori molte persone dalla possibilità di curarsi e favorendo solo cure redditizie e non di lungo corso come la medicina preventiva.
Ad oggi viene proposta specialmente negli Stati Uniti d'America dal locale movimento libertariano, per esempio da Ron Paul o l'Istituto von Mises.
Secondo alcuni analisti la sanità con più elementi di libero mercato è quella del Singapore, basata su un'assicurazione minima, conti di risparmio sanitari e varie classi di qualità